# Croixanvec

Croixanvec este o comună în departamentul Morbihan, Franța. În 1 ianuarie 2019 avea o populație de 173 de locuitori.